# Електрична енергія
Електрична ене́ргія, або електроенергія — вид енергії, що існує у вигляді потенціальної енергії електричного й магнітних полів та енергії електричного струму.
Завдяки зручній технології виробництва, розподілу й споживання, електрична енергія займає чільне місце серед інших видів енергії, що їх споживає людство.
Електричну енергію для виробничого і побутового споживання отримують шляхом перетворення інших видів енергії. Її джерелами може бути хімічна енергія, механічна енергія, наприклад, води чи вітру, ядерна енергія, теплова енергія, світлова енергія. При виробництві електричної енергії хімічна або ядерна енергія зазвичай спочатку перетворюються в теплову, а тільки потім в енергію електричного струму.
До споживача електрична енергія поставляється через електромережу. Споживач використовує електричну енергію для виконання механічної роботи, опалення, освітлення, комунікації тощо.

## Фізичні основи

### Робота електричного поля при переміщенні заряду
Поняття роботи {\displaystyle A} електричного поля {\displaystyle E} при переміщенні заряду {\displaystyle Q} вводиться відповідно до визначення механічної роботи:
{\displaystyle A=\int F(x)\,dx=\int Q\cdot E(x)\,dx=Q\cdot U}
де {\displaystyle U=\int E\,dx} — різниця потенціалів (також уживається термін напруга)
У багатьох завданнях розглядається безперервне перенесення заряду протягом деякого часу між точками із заданою різницею потенціалів {\displaystyle U(t)}, у такому разі формулу для роботи слід переписати таким чином:
{\displaystyle A=\int U(t)\,dQ=\int U(t)I(t)\,dt}
де {\displaystyle I(t)={dQ \over dt}} — сила струму

### Потужність електричного струму в колі
Потужність {\displaystyle W} електричного струму для ділянки кола визначається звичайним способом, як похідна від роботи {\displaystyle A} за часом, тобто виразом:
{\displaystyle W(t)={\frac {dA}{dt}}=U(t)\cdot I(t)}
— це найзагальніший вираз для потужності в електричному колі.
З врахуванням закону Ома : {\displaystyle U=I\cdot R}
Електричну потужність, що виділяється на опорі {\displaystyle R} можна виразити як через струм: {\displaystyle W=I(t)^{2}\cdot R},
так і через напругу: {\displaystyle W={{U(t)^{2}} \over R}}
Відповідно, робота (виділена теплота) є інтегралом потужності за часом:
{\displaystyle A=\int W(t)\,dt=\int I(t)^{2}\cdot R\,dt=\int {{U(t)^{2}} \over R}\,dt}

### Енергія електричного і магнітного полів
Для електричного і магнітного полів їх енергія пропорційна квадрату напруженості поля. Термін енергія електромагнітного поля є не цілком коректним. Обчислення повної енергії електричного поля навіть одного точкового заряду приводить до значення, рівного нескінченності, оскільки відповідний інтеграл розходиться. Нескінченна енергія поля точкового заряду, наприклад електрона, складає одну з теоретичних проблем класичної електродинаміки. Замість нього у фізиці зазвичай використовують поняття густини енергії електромагнітного поля у певній точці простору. Повна енергія поля дорівнює інтегралу густини енергії по всьому простору.
Густина енергії електромагнітного поля є сумою густин енергій електричного і магнітного полів.
Для вакууму:
| СГСГ                                              | ISQ                                                                         |
| {\displaystyle u={\frac {1}{8\pi }}(E^{2}+H^{2})} | {\displaystyle u={\varepsilon _{0}E^{2} \over 2}+{\mu _{0}H^{2} \over {2}}} |

де E — напруженість електричного поля, H — напруженість магнітного поля, {\displaystyle \varepsilon _{0}} — електрична стала, і {\displaystyle \!\mu _{0}} — магнітна стала.

## Потоки енергії електромагнітного поля
Для електромагнітної хвилі густина потоку енергії визначається вектором Пойнтінга (вектором Умова) S.
Вектор Пойнтінга пропорційний векторному добутку напруженостей електричного та магнітного полів і дорівнює:
| СГСГ                                                                           | ISQ                                                          |
| {\displaystyle \mathbf {S} ={\frac {c}{4\pi }}\mathbf {E} \times \mathbf {H} } | {\displaystyle \mathbf {S} =\mathbf {E} \times \mathbf {H} } |

де c - швидкість світла, і направлений перпендикулярно до векторів E і H. Це природним чином узгоджується з властивістю поперечності електромагнітних хвиль.
Формула для густини потоку енергії може бути узагальнена для випадку стаціонарних електричних і магнітних полів, і має абсолютно той же вигляд:
| СГСГ                                                                           | ISQ                                                          |
| {\displaystyle \mathbf {S} ={\frac {c}{4\pi }}\mathbf {E} \times \mathbf {H} } | {\displaystyle \mathbf {S} =\mathbf {E} \times \mathbf {H} } |

Сам факт існування потоків енергії в постійних електричних і магнітних полях, на перший погляд, виглядає дуже дивним, але це не приводить до будь-яких парадоксів; на додаток, такі потоки можуть бути виявлені експериментально.